# Anglosaski układ jednostek miar

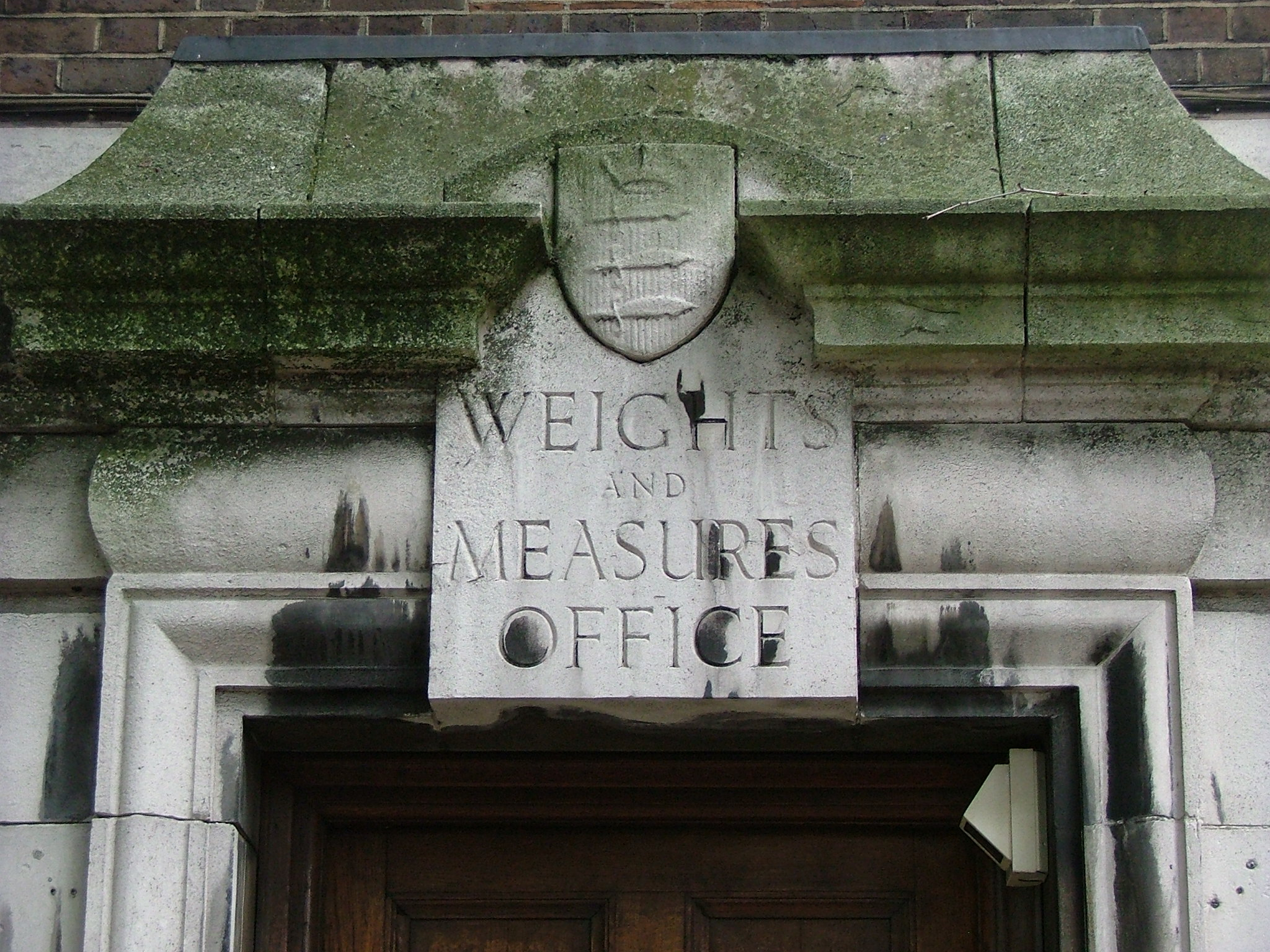
Angielskie Biuro Miar i Wag

Anglosaski układ jednostek miar – układ jednostek miar oparty na jednostkach podstawowych:
- jard – długość
- funt – masa
- sekunda – czas

Istnieją dwa układy: angielski i amerykański, różniące się definicją, a co za tym idzie wartością jardu i funta. Różnice są na tyle małe, że w praktyce warsztatowej się ich nie uwzględnia.